# Janusz Sobierajski
Janusz Sobierajski ps. „Sęp” (ur. 20 czerwca 1925 w Warszawie, zm. 18 maja 2015) – polski żołnierz podziemia niepodległościowego w czasie II wojny światowej w ramach Armii Krajowej, uczestnik powstania warszawskiego, kapitan WP w stanie spoczynku, działacz kombatancki.

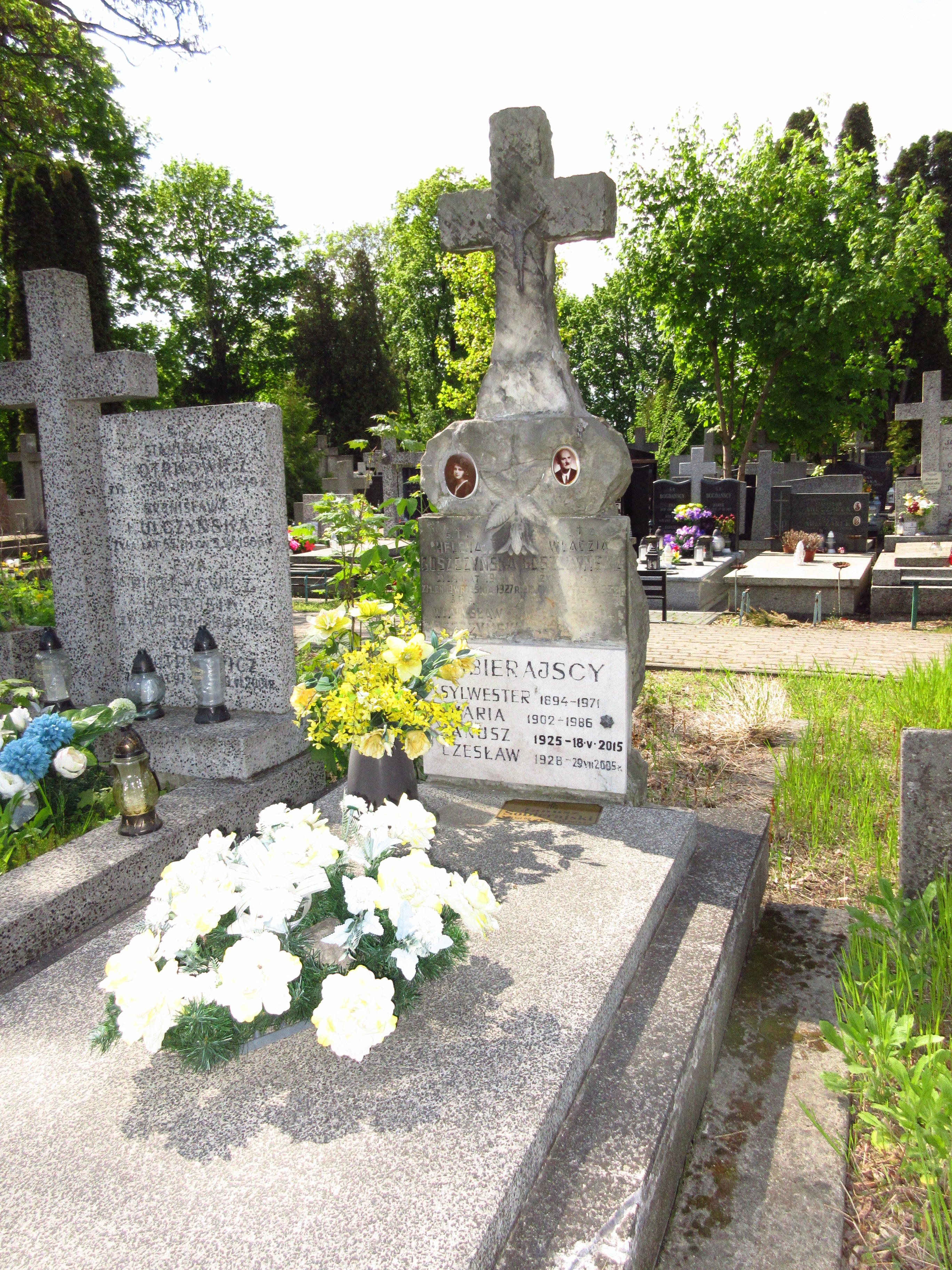
Grób Janusza Sobierajskiego na Cmentarzu Bródnowskim.

W czasie II wojny światowej działał w konspiracji w ramach struktur ZWZ-AK. Brał udział w powstaniu warszawskim w szeregach Zgrupowania „Żaglowiec”. Po wojnie był działaczem kombatanckim, pełnił między innymi funkcję wiceprezesa oraz prezesa Stowarzyszenia Żołnierzy Wojskowego Korpusu Służby Bezpieczeństwa Armii Krajowej. Zmarł 18 maja 2015 roku. Został pochowany na cmentarzu Bródnowskim Warszawie (kwatera 80B-5-14).

## Wybrane odznaczenia[2]
- Krzyż Kawalerski Orderu Odrodzenia Polski (2004, za wybitne zasługi w działalności na rzecz niepodległości Rzeczypospolitej Polskiej, za osiągnięcia w pracy społecznej w Związku Powstańców Warszawskich)[3]
- Krzyż Walecznych,
- Krzyż Armii Krajowej,
- Krzyż Partyzancki,
- Warszawski Krzyż Powstańczy,
- Medal za Warszawę 1939–1945